# Wildcard/A Word From the Wise
Wildcard/A Word from the Wise – kompilacyjny album punkrockowego zespołu Pennywise. Zawiera on materiał z dwóch pierwszy EPek grupy: A Word From A Wise oraz Wildcard wydanych w roku 1989 na siedmiocalowych płytach winylowych.

## Lista utworów
1. "Final Chapters" – 2:26
2. "Covers" – 2:37
3. "Depression" – 1:50
4. "No Way Out" – 2:30
5. "Gone" – 1:54
6. "Wildcard" – 2:20
7. "Maybes" – 1:57
8. "Stand By Me" (piosenka napisana przez Bena E. Kinga) – 3:07

- Ścieżki 1-5 pochodzą z wydawnictwa A Word From A Wise.
- Ścieżki 6-8 pochodzą z wydawnictwa Wildcard.

## Skład zespołu
- Jim Lindberg – wokal
- Fletcher Dragge – gitara
- Jason Thirsk – bas
- Byron McMackin – perkusja
- Richard Andrews – inżynier
- Ethan James – inżynier
- Michael Lewis – dyrektor artystyczny